# Salisburghese
Il Salisburghese (in tedesco:  Land Salzburg; in austro-bavarese: Laund Soizbuag) è uno Stato federato (Land) dell'Austria, con capoluogo Salisburgo.
Storicamente legato alla Baviera, il territorio divenne austriaco in seguito alle guerre napoleoniche.

## Geografia fisica

### Localizzazione
Confina con la Germania (Baviera) a nord, con l'Alta Austria a nord-est, con la Stiria a est, con la Carinzia a sud, con il Tirolo a sud (Tirolo Orientale) e a ovest (Tirolo del Nord) e con l'Italia (Provincia autonoma di Bolzano (Tirolo del Sud) in Trentino-Alto Adige) a sud-ovest.

### Montagne
Le sezioni e sottosezioni alpine che interessano il Salisburghese sono:
- Alpi Settentrionali Salisburghesi (Monti dello Stein, Alpi scistose salisburghesi, Alpi di Berchtesgaden, Monti di Tennen)
- Alpi del Salzkammergut e dell'Alta Austria (Monti del Dachstein, Monti del Salzkammergut)
- Alpi dei Tauri occidentali (Alpi della Zillertal, Alti Tauri)
- Alpi dei Tauri orientali (Tauri di Radstadt, Tauri di Schladming e di Murau).

Le vette principali sono:
- Grossvenediger - 3.666 m
- Kitzsteinhorn - 3.203 m
- Hochkönig - 2.941 m
- Hochgolling - 2.862 m

### Centri maggiori
- Salisburgo (150.378 ab.)
- Hallein (19.013 ab.)
- Saalfelden (15.661 ab.)
- Wals-Siezenheim (11.024 ab.)
- Sankt Johann im Pongau (10.253 ab.)
- Bischofshofen (10.087 ab.)
- Zell am See (9.967 ab.)
- Seekirchen (9.513 ab.)

## Amministrazione
Il Salisburghese conta 1 città statutaria (Statutarstadt) e 5 distretti (Bezirke):
|  | Città statutaria - Salisburgo Distretti: - Salzburg-Umgebung (o Flachgau, capoluogo Salisburgo) - Tennengau (o Hallein, capoluogo Hallein) - Lungau (o Tamsweg, capoluogo Tamsweg) - Pinzgau (o Zell am See, capoluogo Zell am See) - Pongau (o St. Johann im Pongau, capoluogo Sankt Johann im Pongau) |